# Elaphria subrubens
Elaphria subrubens là một loài bướm đêm trong họ Noctuidae.